# Jacaré dos Homens
Jacaré dos Homens là một đô thị ở bang Alagoas của Brasil.
Dân số năm 2004 là 6.220 người.